# Marin Studin
Marin Studin, né le 28 novembre 1895 à Kaštel Novi (en) en Dalmatie, est un sculpteur croate.

## Biographie
Marin Studin naît le 28 novembre 1895 à Kaštel Novi, dans une famille d'agriculteurs.
Il étudie à Spalato et Agram (aujourd'hui Zagreb), ainsi qu'à Vienne et à Paris avec Antoine Bourdelle et à la Grande Chaumière. Il vit et travaille à Spalato en Dalmatie. Ses œuvres comprennent la Tour du Bonheur, la Tour du Deuil et la Tour du Prophète.
Il meurt en 1960.